# Шмигаль Денис Анатолійович
Дени́с Анато́лійович Шмига́ль (нар. 15 жовтня 1975, Львів) — український державний діяч, інженер-економіст. Міністр оборони України з 17 липня 2025 року. Прем'єр-міністр України (4.03.2020-17.07.2025). Кандидат економічних наук (2003).
Рекордсмен за тривалістю перебування на посаді серед усіх голів уряду незалежної України (понад 5 років).
Голова Івано-Франківської ОДА (від 1 серпня 2019 до 5 лютого 2020). Віцепрем'єр-міністр України — міністр розвитку громад і територій в уряді Олексія Гончарука (4.02-4.03.2020).

## Життєпис
Народився 15 жовтня 1975 року у Львові. 1997 року закінчив Львівську політехніку, інженер-економіст.
2003 року захистив кандидатську дисертацію на тему: «Розвиток виробничої інфраструктури регіону в умовах ринкової економіки» в Інституті регіональних досліджень.
У 2000-х займався бізнесом, був керівником департаменту економіки, інвестицій, промисловості та торгівлі Львівської ОДА (2009—2011), заступником обласного управління Фіскальної служби, віцепрезидентом компанії «Львівхолод» (з 2014).

### Кар'єра
Першим місцем роботи Шмигаля було ТОВ «О'кей», де він у 1994—1995 працював менеджером.
З 1995 до 2003 працював на бухгалтерських посадах: 1995—1997 — у відділі неторгових операцій валютного управління АК «Електронбанк»; 1997—1998 — у ВАТ «Львівський автобусний завод»; 1998—1999 — у ЗАТ «З-Торговий дім», 1999—2003 — в ТОВ «ЛА ДІС».
У 2003—2005 — начальник фінансового відділу, начальник відділу управління фінансами та економічного аналізу, директор з економіко-стратегічного розвитку ЗАТ «Львівський автобусний завод».
У вересні 2005 повертається до ТОВ «ЛА ДІС», де працює по червень 2006 заступником генерального директора.
З червня 2006 по серпень 2008 працює директором з економіки ТОВ "Інвестиційна компанія «Комфорт-Інвест», з вересня 2008 по вересень 2009 — генеральний директор ТОВ «Росанінвест».
У вересні-жовтні 2009 працював помічником голови Львівської обласної державної адміністрації та в.о. начальника головного управління економіки ОДА.
З жовтня 2009 до квітня 2011 керував головним управлінням економіки Львівської ОДА (2010 року головне управління економіки було перейменовано в головне управління економіки та інвестицій).
З серпня до грудня 2011 очолював правління громадської організації Інститут регіонального розвитку.
З січня до грудня 2012 працює у Львівській ОДА начальником головного управління економіки та промислової політики, з січня по грудень 2013 — директор департаменту економічного розвитку, інвестицій, торгівлі та промисловості Львівської ОДА.
З 2014 до квітня 2014 — помічник-консультант народного депутата України Романа Чернеги (7 скликання, Партія «УДАР» Віталія Кличка).
З травня до грудня 2014 працював заступником начальника головного управління Міндоходів Львівської області.
З січня 2015 до січня 2017 працював у ТОВ ТПК «Львівхолод» радником президента, віцепрезидентом, генеральним директором, членом Наглядової ради.
З січня 2017 до січня 2018 працював у ПАТ «ДТЕК Західенерго» заступником генерального директора з соціальних питань.
З січня 2018 до липня 2019 працював директором ДТЕК Бурштинська ТЕС, виконувач обов'язків заступника генерального директора з соціальних питань ПАТ «ДТЕК Західенерго»..

## Участь у виборах
2014 — на виборах до Верховної Ради — кандидат у народні депутати від виборчого округу № 121 (Львівська область). Самовисуванець. На час виборів — заступник начальника Головного управління Міністерства доходів і зборів України у Львівській області, безпартійний
У 2015 році балотувався до Львівської облради від партії «Народний контроль».

## Політична діяльність
1 серпня 2019 Президент Зеленський призначив Шмигаля головою Івано-Франківської ОДА, де він працював до 5 лютого 2020.
З 4 лютого до 4 березня 2020 — Віцепрем'єр-міністр України, Міністр розвитку громад і територій, замінив на посаді міністра Альону Бабак.

### Прем'єр-міністр України (2020—2025)

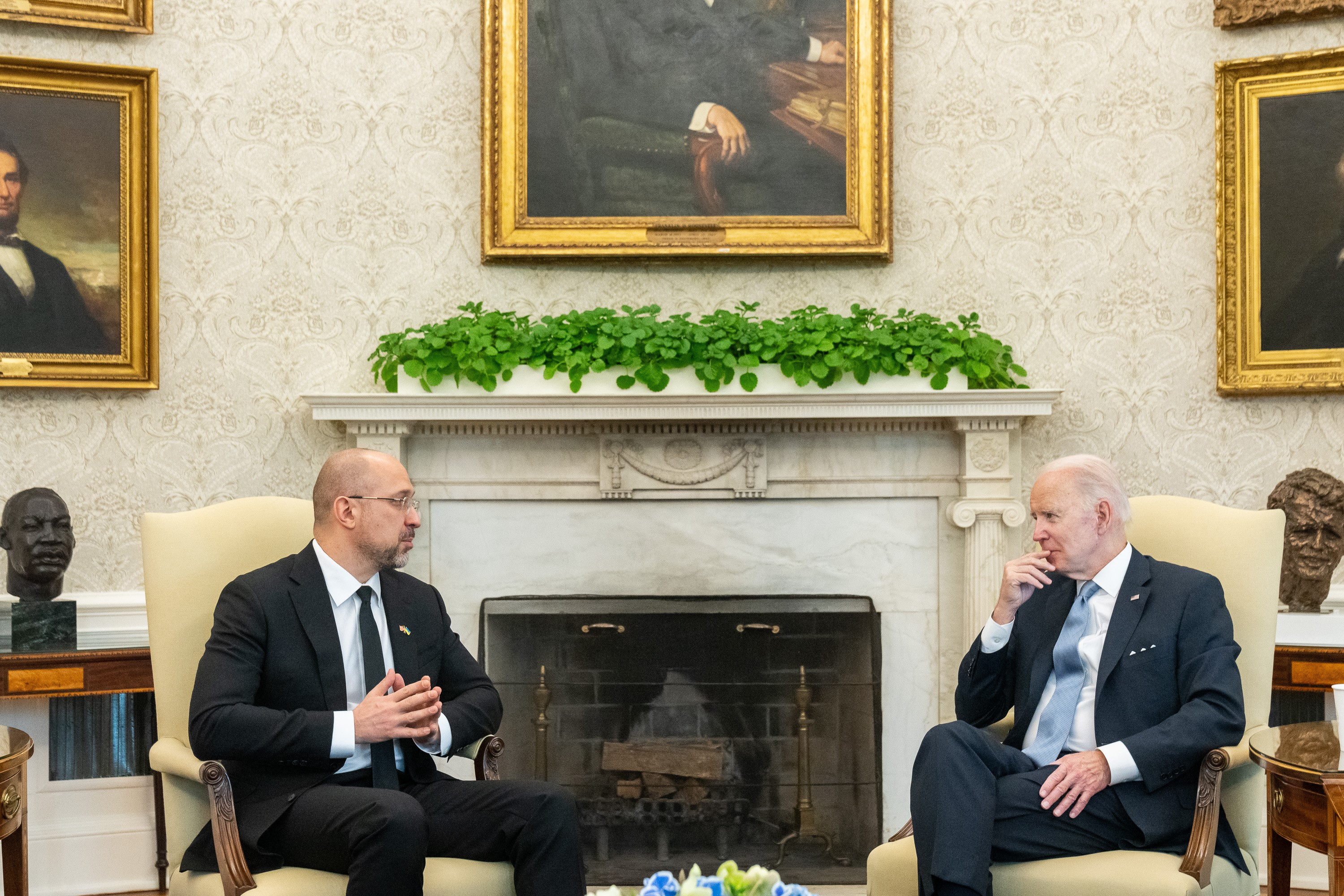
Денис Шмигаль та Президент США Джо Байден (квітень 2022)

З 4 березня 2020 року — Прем'єр-міністр України, у день призначення представив новий уряд, залишивши посади чотирьох міністрів вакантними.
Член Національної інвестиційної ради (з 12 березня 2020). Член РНБО з 13 березня 2020 року.
15 вересня 2021 року Шмигаль заявив, що виступає за введення подвійного громадянства, але не з Росією. Він вважав, що подвійне громадянство посилить Україну, але йому відмовили.
8 січня 2023 року Шмигаль заявив, що РФ створила в Україні найбільше у світі мінне поле.
19 січня 2023 року Кабінет міністрів вніс на розгляд в Раду законопроєкт яким передбачена заборона діяльності Українських релігійних організацій, пов'язаних з Росією.
26 лютого 2023 року Шмигаль заявив, що перемир'я з Росією не буде навіть через століття. Для цього РФ мала би стати демілітаризованою, денуклеаризованою та демократичною. Шмигаль пояснив, що роззброїти Росію можна шляхом санкцій, відмовою від співробітництва з нею, конфіскації російських активів та військової допомоги Україні.
5 березня 2024 р. прем'єр-міністр України заявив, що Україна виділить 9,3 млрд грн на відновлення 12 українських областей.
18 квітня 2024 р. прем'єр-міністр Шмигаль заявив, що якщо переможе РФ, почнеться третя світова війна.
20 липня 2024 року Уряд виділив 24 млрд євро на купівлю дронів для ЗСУ. Шмигаль заявив, що Україна перша держава, яка завершує Комплектування Сил безпілотних Систем.
25 серпня 2024 р. Шмигаль та очільник МЗС Туреччини обговорили активізацію торгово-економічної співпраці між Україною й Туреччиною. Україна розраховувала на швидку фіналізацію процедур щодо набуття угоди про вільну торгівлю.
Того ж року Уряд підтримав законопроєкт щодо ратифікації Угоди про вільну торгівлю між Україною та Туреччиною.
27 серпня 2024 року Шмигаль запровадив принцип «Воюй або працюй», який передбачив низку заходів, які виведуть ринок праці з тіні.
13 жовтня Шмигаль заявив про запуск програми «Зроблено в Україні» для підтримки українського бізнесу, включаючи фінансування та пільгове кредитування. Українським підприємцям було виділено кредити на 335 млрд грн через програму «5-7-9»
15 липня Шмигаль подав у відставку з посади прем'єр-міністра, а 16 липня Верховна рада ухвалила це рішення.

### Міністр оборони України (з 2025)
16 липня 2025 Президент України подав до парламенту документи про призначення Шмигаля міністром оборони. 17 липня ВРУ затвердила Юлію Свириденко прем'єр-міністром, а Шмигаля міністром оборони. Вперше з часів Юрія Єханурова колишній глава уряду був призначений на керівну посаду в силовому відомстві. За тиждень Шмигаль оголосив про призначення заступників: Івана Гаврилюка, Сергія Боєва, Анну Гвоздяр, Володимира Заверуху, Юрія Мироненка та Оксани Ферчук.

## Заяви
|  | Питання подавання води в окупований Крим — це не питання торгівлі з окупантом, це не питання якогось бізнесу, це питання гуманітарної відповідальності перед людьми, які живуть в Криму. Неподача туди води призведе до гуманітарної катастрофи... Там живуть українці, ми не перекриємо воду для українців. |

Пізніше Прем'єр-міністр Денис Шмигаль пояснив свою заяву про подачу води в Крим: «Позиція залишається незмінною: ми хотіли би подавати воду нашим громадянам, але не можемо і не маємо технічної змоги робити цього до деокупації півострова та повернення його до складу України». 
|  | Крим — це Україна, а окупант не може нести відповідальність за українців, які там живуть.... |

## Цікаві факти

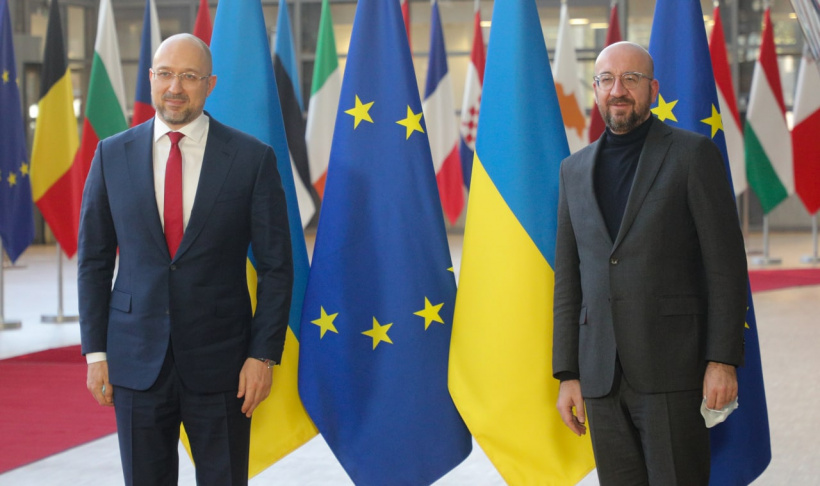
Шмигаль та Шарль Мішель на перемовинах в Брюсселі в лютому 2021.

Шмигаль схожий на бельгійського політика Шарля Мішеля (також 1975 року народження), який був головою Європейської ради.
Перебував на посаді прем'єр-міністра довше, ніж будь-хто до цього.
6 травня 2023 року Шмигаль відвідав коронацію британського короля Чарльза III та королеви Камілли разом із першою леді України Оленою Зеленською.

## Рейтинги
2021 — Шмигаля включили на № 7 до списку 100 найвпливовіших українців за версією видання «Фокус». Його успіх пояснюють підтримкою Зеленського та ініціатив президентського офісу.

## Нагороди
- Командорський хрест Ордену Великого князя Литовського Гедиміна (6 липня 2023, Литва) — за внесок в активну співпрацю держав Литви та України, за зміцнення демократичних цінностей[41][42].
- Почесний доктор Львівської політехніки (2024)[43].